# Polemikí Aeroporía
Polemikí Aeroporía (HAF – ang. Hellenic Air Force, gr. Πολεμική Αεροπορία) – wojska lotnicze Republiki Greckiej i jeden z trzech rodzajów greckich sił zbrojnych.

## Historia
W 1911 roku Francja na prośbę greckich władz zobowiązała się do utworzenia greckiego lotnictwa bojowego. W sierpniu 1913 roku utworzona została Kompania Lotnicza w Salonikach, która została przekształcona we wrześniu 1915 roku w Służbę Lotniczą Wojsk Lądowych. Dzięki pomocy Wielkiej Brytanii w 1914 roku utworzony został Korpus Lotniczy Marynarki Wojennej. W grudniu 1929 roku powołano do istnienia Ministerstwo Lotnictwa, a rok później połączono i podpięto pod niego obie służby lotnicze, z czego powstał samodzielny rodzaj sił zbrojnych, które w okresie panowania monarchii nazywane były Królewskimi Greckimi Siłami Powietrznymi.
Myśliwce PZL P.24F/G były podstawowym samolotem greckiego lotnictwa w momencie ataku Włoch w 1940 roku. Królewskie Greckie Siły Powietrzne posiadały 77 samolotów w porównaniu do 463 maszyn (głównie myśliwce Fiat CR.42, Macchi MC.200 i bombowce Savoia-Marchetti SM.79, SM.81, CANT Z.1007) Regia Aeronautica. W walkach Grecy zestrzelili 64-88 wrogich maszyn (w tym kilka niemieckich), przy stracie 52 greckich lotników.
Wielka Brytania skierowała do Grecji 80. dywizjon RAFu, który latając na Gloster Gladiator uzyskał 52 zestrzelenia przy 16 maszynach straconych. P.24 uzyskały od 22 do 40 zwycięstw, przy utracie 19 maszyn. Na P.24 latał A. Antoniuo, jedyny grecki as z tego okresu uzyskał 5 zestrzeleń na P.24, pilot Marinos Mitralexis otrzymał Krzyż Męstwa, najwyższe greckie odznaczenie, kiedy po wystrzeleniu całej amunicji staranował ogon włoskiego bombowca Z.1007 bis swoim śmigłem powodując jego rozbicie. Do końca wojny kilku kolejnych Greków latających w barwach RAF i USAAF uzyskało status asa latając nad Afryką i Europą.
Greckie lotnictwo stało się użytkownikiem F-5. Początkowo zamówiono 52 sztuki dla dwóch skrzydeł. Pierwsze 18 samolotów przybyło w 1965 roku. Przezbrojenie napotkało się z problemami w postaci sankcji nałożonych przez USA po puczu czarnych pułkowników. Dostawy wznowiono, po przerwie w 1968 roku. Później dokupywano samoloty z Iranu w dwóch partiach. Z Norwegii w 1986 roku zakupiono 11 sztuk i od Holandii 1 sztukę w roku 1991. W 1986 roku wymieniono fotele wyrzucane. W 1993 roku po dostarczeniu niemieckich RF-4E zaprzestano używać RF-5A jako maszyn rozpoznawczych. Ostatnie F-5 wycofano w 2001 roku.
W latach 2008–2010 najstarsza aktywna grecka jednostka - 335. eskadra, istniejąca od 1941 roku, została przezbrojona z samolotów A-7H Corsair II na F-16C/D Block 52+. 17 października 2014 w bazie Araxos 336. eskadra bombowa, która została sformowana w 1943 roku przez RAF i wraz z 335. eskadrą wchodziła w skład 116 skrzydła bojowego, wycofała ostatnie wykorzystywane na świecie A-7E/TA-7C.
5 maja 2017 roku wycofano ze służby samoloty rozpoznawcze RF-4E Phantom II 348. eskadry rozpoznania taktycznego. Jednostka istniała przez 64 lata wykorzystując F-84G, RT-33A, RF-84F i RF-4E. W 1978 roku Grecja zakupiła osiem RF-4E, a w 1992 wcielono dalsze 20 sztuk pozyskanych od Luftwaffe. Ich zadania przejmą F-16C 337. eskadry 110 skrzydła z tej samej bazy Larisa przystosowane do przenoszenia zasobników rozpoznawczych Goodrich DB-110. Mirage 2000 przejęły od RF-4 zasobniki walki elektronicznej ASTAC. Grecja od 1974 roku użytkuje samoloty McDonnell Douglas F-4 Phantom II należące 338. i 339. eskadry w składzie 117. skrzydła w bazie Andravida, które pozostały w służbie dzięki modernizacji Peace Icarus 2000.
W 2017 roku Grecja poinformowała, że zamierza zmodernizować swoje F-16C/D do wersji F-16V.
8 października 1996 grecki Mirage 2000EG zestrzelił pociskiem R550 Magic II turecki F-16D wykonujący lot szkoleniowy nad Morzem Egejskim, pilot zginął, drugi pilot został wyłowiony przez Greków.

## Organizacja
Głównym zarządzającym Siłami Powietrznymi jest Sztab Generalny Sił Powietrznych, który podlega pod Sztab Generalny Obrony Narodowej zależnemu od Ministerstwa Obrony Narodowej. Pracami Sztabu Generalnego Sił Powietrznych kieruje szef sztabu oraz zastępca. Ich obowiązkiem jest organizacja, zarządzanie, nadzór, szkolenie i wyposażenie sił powietrznych. Siedziba sztabu znajduje się w Filothei-Psychiko.
Sztab Generalny Sił Powietrznych podzielony został na cztery wydziały i dyrekcje. „Wydział A” odpowiada za działalność operacyjną i szkolenia, obronę powietrzną i informację z bezpieczeństwem. Posiada również Centrum Operacyjne. „Wydział B” odpowiada za sprawy personalne. „Wydział C” odpowiada za wyposażenie, infrastrukturę, łączność i informatyzację z uzbrojeniem. „Wydział D” odpowiada za sprawy organizacyjne, szkolenia, finanse i zaopatrzenie.
Wyszczególnione są trzy zgrupowania operacyjne - Taktyczne Siły Powietrzne, Dowództwo Wsparcia Sił Powietrznych i Dowództwo Szkolenia Lotniczego.
- Niezależne jednostki organizacyjne: 
  - Akademia Sił Powietrznych
  - 251 Szpital Sił Powietrznych
  - Naczelny Komitet Medyczny Sił Powietrznych
  - Fundusz Kapitałowy Sił Powietrznych
  - Związek Emerytowanych Oficerów Sił Powietrznych
  - Stowarzyszenie Oficerów Sił Powietrznych
  - Wspólne Centrum Kierowania Ratownictwa
  - Dywizjon Sztabu Generalnego Sił Powietrznych
  - Służba Kontroli Ruchu Lotniczego
  - Biuro Audytu Materiałowego Sił Powietrznych
  - Agencja Pracy Greckich Sił Powietrznych
  - Centrum Komputerowe
  - Komitet Zarządzania Rekwizycjami Sił Powietrznych
  - Biuro Audytu Sił Powietrznych
  - Specjalny Fundusz Pomocy Wzajemnej Sił Powietrznych
  - Państwowy Fundusz Wojskowy Sił Powietrznych
  - Fundusz Obrony Powietrznej
  - Centrum Finansowo-Rozliczeniowe Sił Powietrznych
  - Biuro Zarządzania Rurociągami Paliwowymi
  - 31 Dywizjon Operacji Poszukiwawczo-Ratowniczych
  - Narodowa Służba Meteorologiczna
  - Orkiestra Sił Powietrznych
- Sztab Generalny Sił Powietrznych
  - Centrum Medycyny Lotniczej
  - Główna Komisja Medyczna Sił Powietrznych
- Dowództwo Taktyczne Sił Powietrznych
  - Centrum operacji powietrznych Larisa
    - 110 Skrzydło Bojowe, Baza Larisa
      - 337 Eskadra Nocna „Duch” – (F-16C/D Block 52+)

    - 111 Skrzydło Bojowe, Baza Nea Anchialos
      - 330 Eskadra Myśliwców Przechwytujących „Grzmot” – (F-16C/D Block 30)
      - 341 Eskadra Myśliwsko-Bombowa „Asy” – (F-16C/D Block 50)
      - 347 Eskadra Przechwytująca i Myśliwsko-Bombowa „Perseusz” – (F-16C/D Block 50)

    - 114 Skrzydło Bojowe, Baza Tanagra
      - 331 Eskadra Myśliwców Przechwytujących „Tezeusz” – (Mirage 2000-5 Mk2)
      - 332 Eskadra Myśliwców Przechwytujących „Sokół” – (Mirage 2000BGM/EGM3)

    - 115 Skrzydło Bojowe, Suda (Kreta)
      - 340 Eskadra Myśliwsko-Bombowa „Lis” – (F-16C/D Block 52+)
      - 343 Eskadra Myśliwsko-Bombowa „Gwiazda” – (F-16C/D Block 52+)

    - 116 Skrzydło Bojowe, Baza Araxos
      - 335 Eskadra Myśliwska „Tygrys” – (F-16C/D Block 52+ Advanced)

    - 117 Skrzydło Bojowe, Baza Andravida
      - 338 Eskadra Myśliwsko-Bombowa „Ares” – (F-4E PI2000 Phantom II)
      - 339 Eskadra Myśliwców Przechwytujących „Ajaks” – (F-4E PI2000 Phantom II)

  - Radary
    - 1 Centrum Kontroli Przestrzennej – Hortiatis, zawołanie „Topsy”
    - 2 Centrum Kontroli Przestrzennej – Parnitha, zawołanie „Mambo”
    - 3 Centrum Kontroli Przestrzennej – Ziros, zawołanie „Kronos”

  - 350 Skrzydło Rakiet Kierowanych, Baza Sedes, Saloniki
    - 21 i 22 GMS – Keratea & Skyros – (MIM-104 Patriot PAC-3)
    - 23 i 24 GMS – Saloniki & Tymbaki – (MIM-104 Patriot PAC-3)
    - 25 i 26 GMS – Kreta – (S-300 PMU1, Crotale NG/GR & TOR M1)
    - Eskadra Remontowa

  - Jednostki Specjalne
    - 380 Eskadra Wczesnego Ostrzegania (AEW&C) „Uranos” – Elefsína – (Embraer E-145H Erieye)
    - Taktyczne Centrum Powietrzne i Szkołą Uzbrojenia – Andravida
    - Centrum Kartografii Powietrznej – Larisa
    - 140 Klucz Walki Elektronicznej – Larisa
- Dowództwo Wsparcia Sił Powietrznych
  - 112 Skrzydło Bojowe, Baza Elefsína
    - 31 Eskadra Operacji Specjalnych
    - 353 Eskadra Współpracy Morskiej „Trójząb” – (P-3A Orion)
    - 352 Eskadra trsportu VIP „Kosmos” – (Embraer ERJ-135ER & Gulfstream V)
    - Jednostka Śmigłowców Medycznych – (Agusta A-109E Power)
    - Eskadra Transportu Taktycznego
      - 354 TTS „Pegaz” – (C-27J Spartan)
      - 355 TTS „Hefajstos” – (Bombardier CL-215)
      - 356 TTS „Herkules” – (C-130B/H Hercules)

    - Eskadra Search and rescue
      - 358 SARS „Faeton” – (AB 204/205 & AB 212 helicopters)
      - 384 SARS „Puma” – (AS-332 Super Puma helicopters)

  - 113 Skrzydło Bojowe, Baza Saloniki
    - 383 Eskadra Gaśnicza „Proteusz” – (Bombardier CL-415)

  - 129 Skrzydło Wsparcia, Baza Saloniki
- Dowództwo Szkolenia Sił Powietrznych
  - Akademia Sił Powietrznych, Baza Dekelia
    - 360 Eskadra Szkolenia Podstawowego „Tales” – (T-41D Mescalero)

  - 120 Skrzydło Szkolenia lotniczego, Baza Kalamata
    - 361 Eskadra Szkolenia lotniczego „Mystras” – (T-6A Texan II)
    - 362 Eskadra Szkolenia lotniczego „Nestor” – (T-2E/C Buckeye)
    - 363 Eskadra Szkolenia lotniczego „Danaos” – (T-2E/C Buckeye)
    - 364 Eskadra Szkolenia lotniczego „Pelops” – (T-6A Texan II)

## Wyposażenie

### Obecne
| Zdjęcie                              | Samolot                          | Producent           | Typ                                            | Wersja                  | Liczba sztuk        | Uwagi                                 |  |
| Samoloty myśliwskie                  | Samoloty myśliwskie              | Samoloty myśliwskie | Samoloty myśliwskie                            | Samoloty myśliwskie     | Samoloty myśliwskie | Samoloty myśliwskie                   |  |
| ------------------------------------ | -------------------------------- | ------------------- | ---------------------------------------------- | ----------------------- | ------------------- | ------------------------------------- |  |
|                                      | Lockheed F-16 Fighting Falcon    | Stany Zjednoczone   | Myśliwiec wielozadaniowy                       | F-16CF-16D              | 11540               | Block 30/50/52+ Advanced              |  |
|                                      | Dassault Mirage 2000             | Francja             | Myśliwiec wielozadaniowy                       | 2000EG2000BG2000-5 Mk.2 | 15225               |                                       |  |
|                                      | McDonnell Douglas F-4 Phantom II | Stany Zjednoczone   | Myśliwiec wielozadaniowy                       | F-4E PI-2000 AUP        | 34                  |                                       |  |
|                                      |                                  |                     |                                                |                         | 231                 |                                       |  |
| Wczesnego ostrzegania i rozpoznawcze |                                  |                     |                                                |                         |                     |                                       |  |
|                                      | Embraer R-99                     | Brazylia            | Wczesnego ostrzegania                          | EMB-145H AEW&C          | 4                   |                                       |  |
|                                      | Lockheed C-130 Hercules          | Stany Zjednoczone   | Rozpoznanie/walka elektroniczna (ELINT-SIGINT) | C-130H                  | 2                   |                                       |  |
|                                      |                                  |                     |                                                |                         | 6                   |                                       |  |
| Samoloty transportowe                |                                  |                     |                                                |                         |                     |                                       |  |
|                                      | Lockheed C-130 Hercules          | Stany Zjednoczone   | Transportowy                                   | C-130BC-130H            | 12                  |                                       |  |
|                                      | Alenia C-27J Spartan             | Włochy              | Transportowy                                   | C-27J                   | 8                   |                                       |  |
|                                      | Embraer 135                      | Brazylia            | Transport VIP/MEDEVAC                          | ERJ-135ER               | 2                   |                                       |  |
|                                      | Gulfstream V                     | Stany Zjednoczone   | Transport VIP/MEDEVAC                          | G500                    | 1                   |                                       |  |
|                                      |                                  |                     |                                                |                         | 23                  |                                       |  |
| Samoloty szkolno-treningowe          |                                  |                     |                                                |                         |                     |                                       |  |
|                                      | T-41 Mascalero                   | Stany Zjednoczone   | trening podstawowy                             | T-41D                   | 20                  |                                       |  |
|                                      | Beechcraft T-6 Texan II          | Stany Zjednoczone   | trening podstawowy                             | T-6AT-6A NTA            | 2220                | Wersja NTA może przenosić uzbrojenie. |  |
|                                      | Rockwell T-2 Buckeye             | Stany Zjednoczone   | trening zaawansowany                           | T-2CT-2E                | 530                 |                                       |  |
|                                      |                                  |                     |                                                |                         | 97                  |                                       |  |
| Samoloty gaśnicze                    |                                  |                     |                                                |                         |                     |                                       |  |
|                                      | Canadair CL-215                  | Kanada              | Gaśniczy/Transportowy & SAR                    | CL-215GR                | 12                  |                                       |  |
|                                      | Bombardier 415                   | Kanada              | Gaśniczy/Transportowy & SAR                    | CL-415GRCL-415MP        | 7                   |                                       |  |
|                                      | PZL M18 Dromader                 | Polska              | Gaśniczy/Obserwacyjny                          | M18B                    | 21                  |                                       |  |
|                                      |                                  |                     |                                                |                         | 40                  |                                       |  |
| Śmigłowce                            |                                  |                     |                                                |                         |                     |                                       |  |
|                                      | Agusta A109E Power               | Włochy              | MEDEVAC                                        | A109E Power             | 3                   |                                       |  |
|                                      | Eurocopter AS332 Super Puma      | Francja             | CSAR & SAR                                     | AS 332C1 Super Puma     | 10                  |                                       |  |
|                                      | Agusta-Bell AB205                | Włochy              | Śmigłowiec wielozadaniowy                      | AB205A                  | 10                  |                                       |  |
|                                      | Agusta-Bell AB212                | Włochy              | Śmigłowiec wielozadaniowy                      | AB212                   | 4                   |                                       |  |
|                                      |                                  |                     |                                                |                         | 27                  |                                       |  |
| Inne                                 |                                  |                     |                                                |                         |                     |                                       |  |
|                                      | EAB Pegasus II                   | Grecja              | Rozpoznawczy BSL                               | E1-79                   | 16                  |                                       |  |
|                                      | NAMC YS-11                       | Japonia             | Kartografia                                    | YS-11                   | 1                   |                                       |  |
|                                      |                                  |                     |                                                |                         | 17                  |                                       |  |
| Suma                                 |                                  |                     |                                                |                         |                     |                                       |  |
|                                      |                                  |                     |                                                |                         | 441                 |                                       |  |

### W przeszłości
Myśliwce/Myśliwsko-bombowe

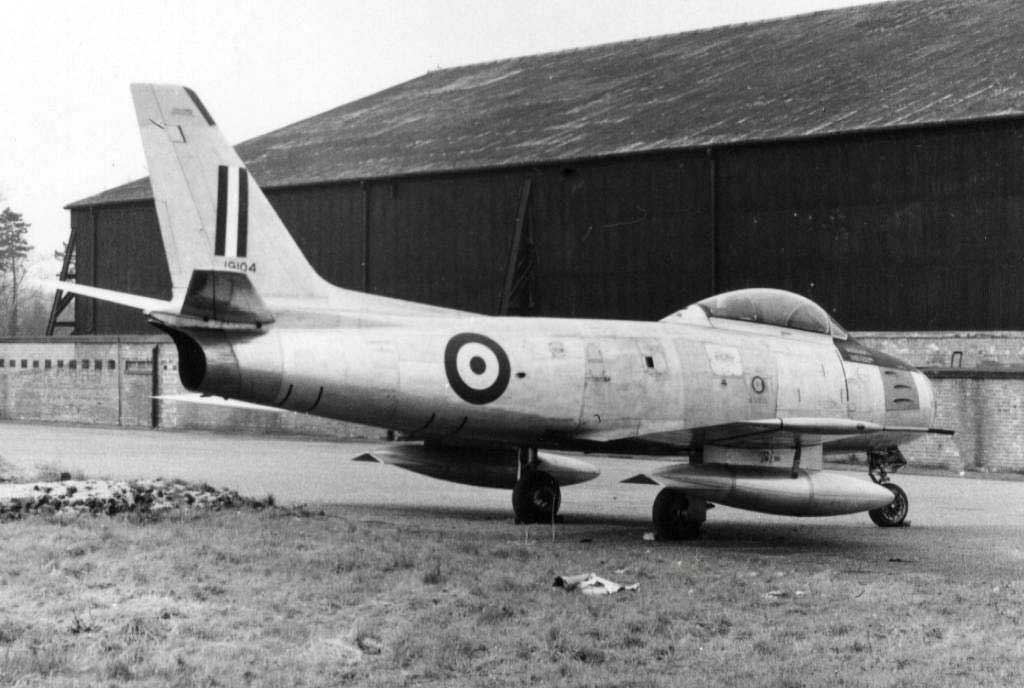
Canadair Sabre 2

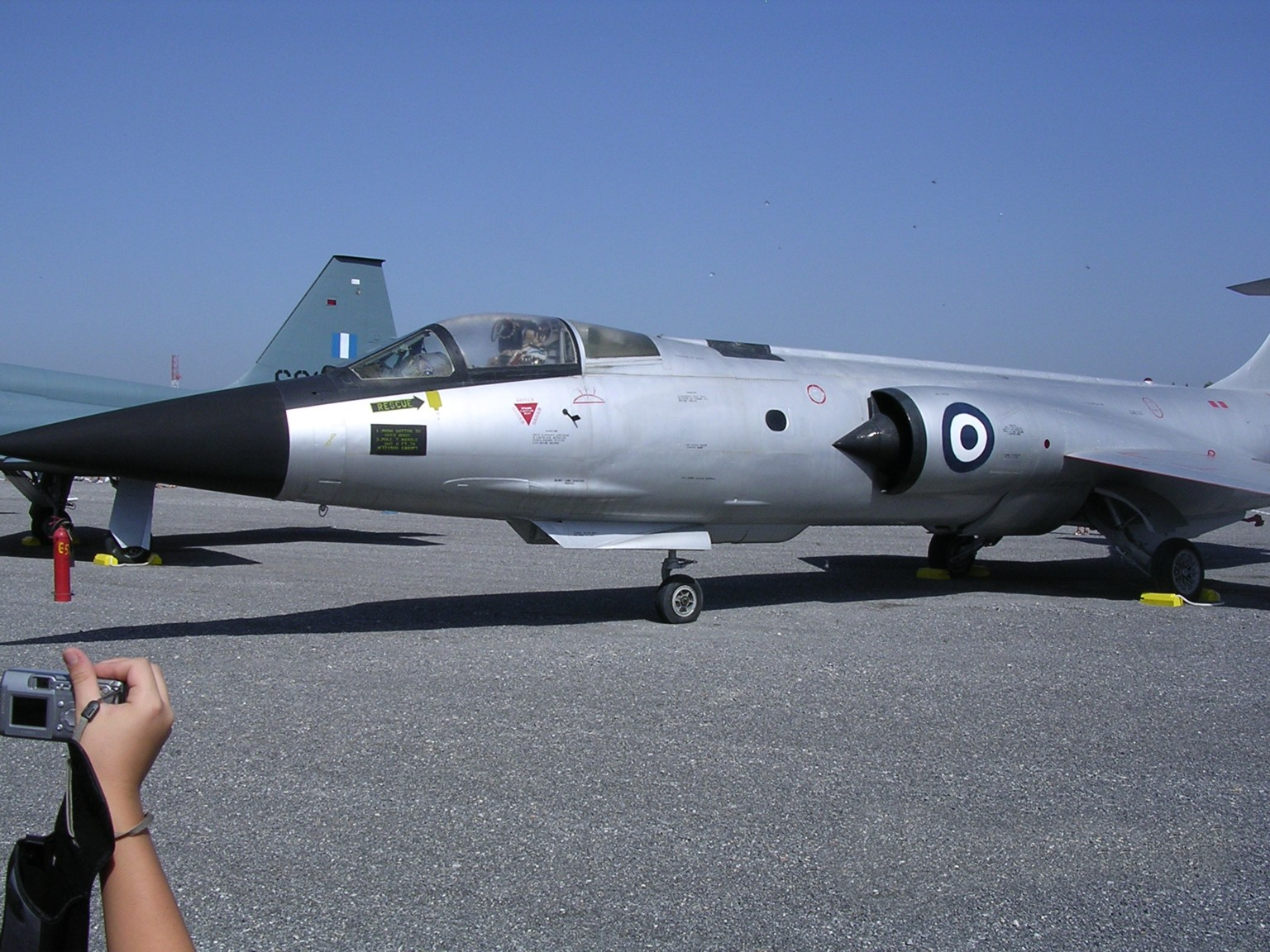
F-104G Starfighter

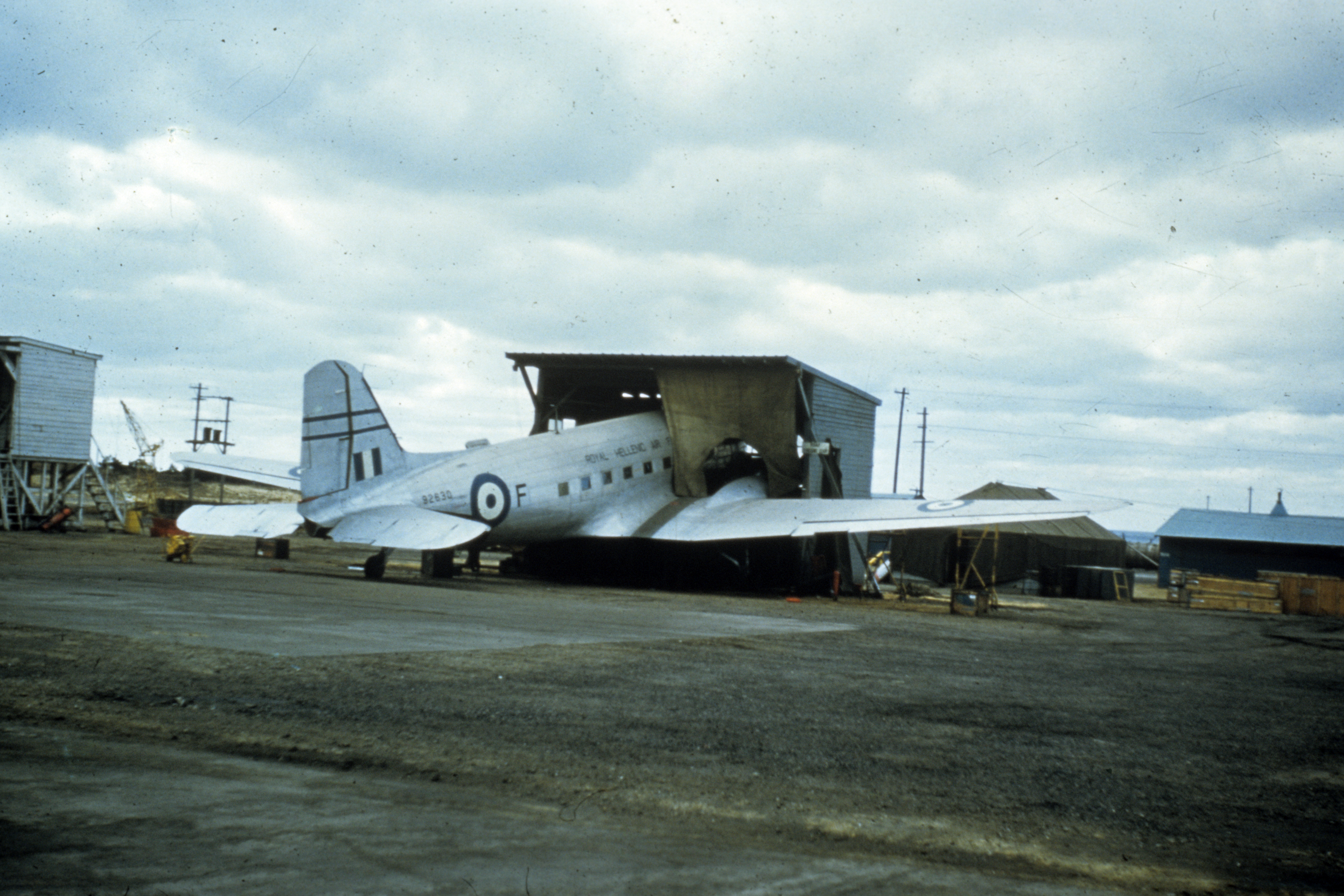
C-47 Skytrain

- PZL P.24 – 5× A, 30× F i 6× G w latach 1937-1941
- Gloster Gladiator – 19× Mk I i 6× Mk II do 1941.
- Hawker Hurricane – 2 eskadry od 1941 w Afryce, od 1944 w Grecji.
- Supermarine Spitfire V od 1941 w Afryce, Mk.IX, Mk.XVI od 1944 w Grecji.
- Curtiss SB2C Helldiver
- Republic F-84 Thunderjet – 171× F-84G 1952-1960.
- Canadair CL-13 Sabre Mk.2 (F-86E) – 104 w latach 1957-1965.
- Republic F-84F Thunderstreak – 184× F-84F od 1957.
- North American Aviation F-86D Sabre – 35 w latach 1961-1967.
- Lockheed F-104 Starfighter – 129× F-104G, 24× TF-104G w latach 1964-1993.
- Northrop F-5 Freedom Fighter – 111× F-5A i 18× F-5B w latach 1965-2001.
- Convair F-102 Delta Dagger – 19× F-102A, 5× F-102B 1969-1978.
- Dassault Mirage F1CG – 40 w latach 1975-2003.
- LTV A-7 Corsair II – 60× A-7H i 5× TA-7H w latach 1975-1994, 50 A-7E i 18 TA-7C w latach 1993-2014.

Rozpoznawcze
- Fairey IIIF
- Henschel Hs 126
- RT-33A –  od 1956[11].
- Republic RF-84F Thunderflash – 36 od 1956.
- Northrop RF-5A – 16 od 1970.
- Lockheed P-3 Orion – 6× P-3B (ex-USA) w latach 1996-2012.
- RF-4E Phantom II – 28 w latach 1978-2017.

Treningowe
- Lockheed T-33 Shooting Star – 174 od 1951.
- Cessna T-37 Tweet – 43 od 1964.

Transportowe
- Douglas C-47 Skytrain – 80+ od 1947.
- Grumman HU-16 Albatross – 12 od 1969.
- Nord Noratlas – 50 od 1970.

Śmigłowce
- Sikorsky H-19 Chickasaw – 18 od 1957.
- Bell 47/OH-13 Sioux – 88 od 1961.
- Agusta-Bell 47J Ranger